# Péninsule de Langness

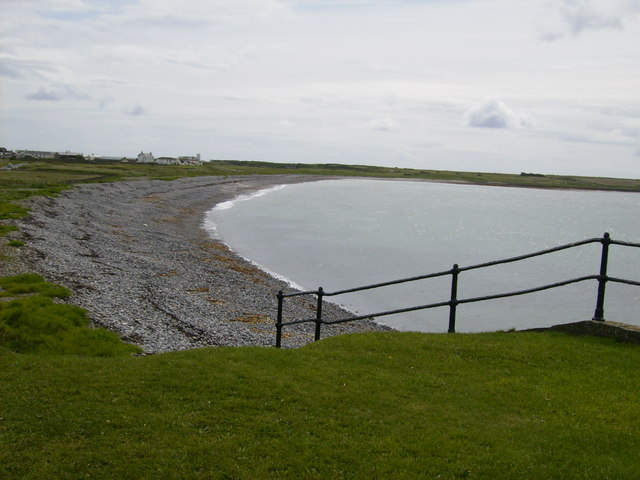
Début de la péninsule de Langness au niveau de Derbyhaven.

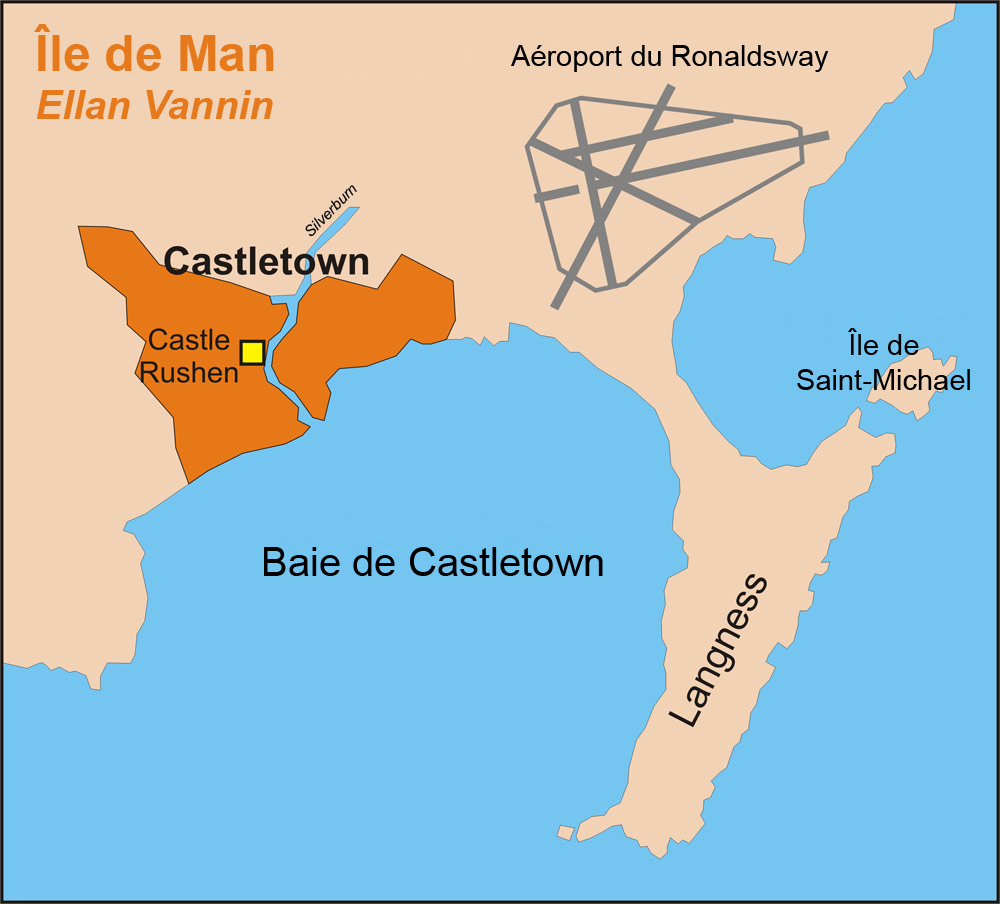
Carte de la péninsule de Langness, de l'île Saint-Michael, de l'aéroport du Ronaldsway et de Castletown

La péninsule de Langness (en mannois Langlish, en français long promontoire) est une presqu'île située dans le sud-est de l'île de Man, à proximité de Castletown, dans la paroisse de Malew.
La péninsule est une ancienne île rattachée à l'île de Man par la formation d'un tombolo qui abrite aujourd'hui le hameau de Derbyhaven. Dreswick Point, le cap sud de la presqu'île, constitue l'extrémité sud-est de l'île de Man tandis que la petite île de Saint-Michael, reliée à Langness par une chaussée, fait face à son extrémité nord. La péninsule forme la côte est de la baie de Castletown.
La péninsule est occupée par un hôtel et un golf, siège de championnats internationaux. L'aéroport du Ronaldsway se situe sur la route menant à la péninsule.

## Phare
L'extrémité de la péninsule est occupée par un phare de 23 mètres de haut. Il fut construit en 1880 par les architectes David et Thomas Stevenson. Ce n'est qu'en 1937 qu'on lui installa un miroir optique. Depuis 1986, la station est automatisée. Des techniciens chargés de sa maintenance y effectuent une visite tous les ans minimum.